# Aulnois-sous-Laon
Aulnois-sous-Laon es una comuna francesa, situada en el departamento de Aisne, de la región de Alta Francia.

## Demografía
| 944 | 913 | 900 | 1 090 | 1 146 | 1 218 | 1 301 | 1 440 |
| Para los censos de 1962 a 1999 la población legal corresponde a la población sin duplicidades (Fuente: INSEE [Consultar]) |     |     |       |       |       |       |       |